# Corly Verlooghen

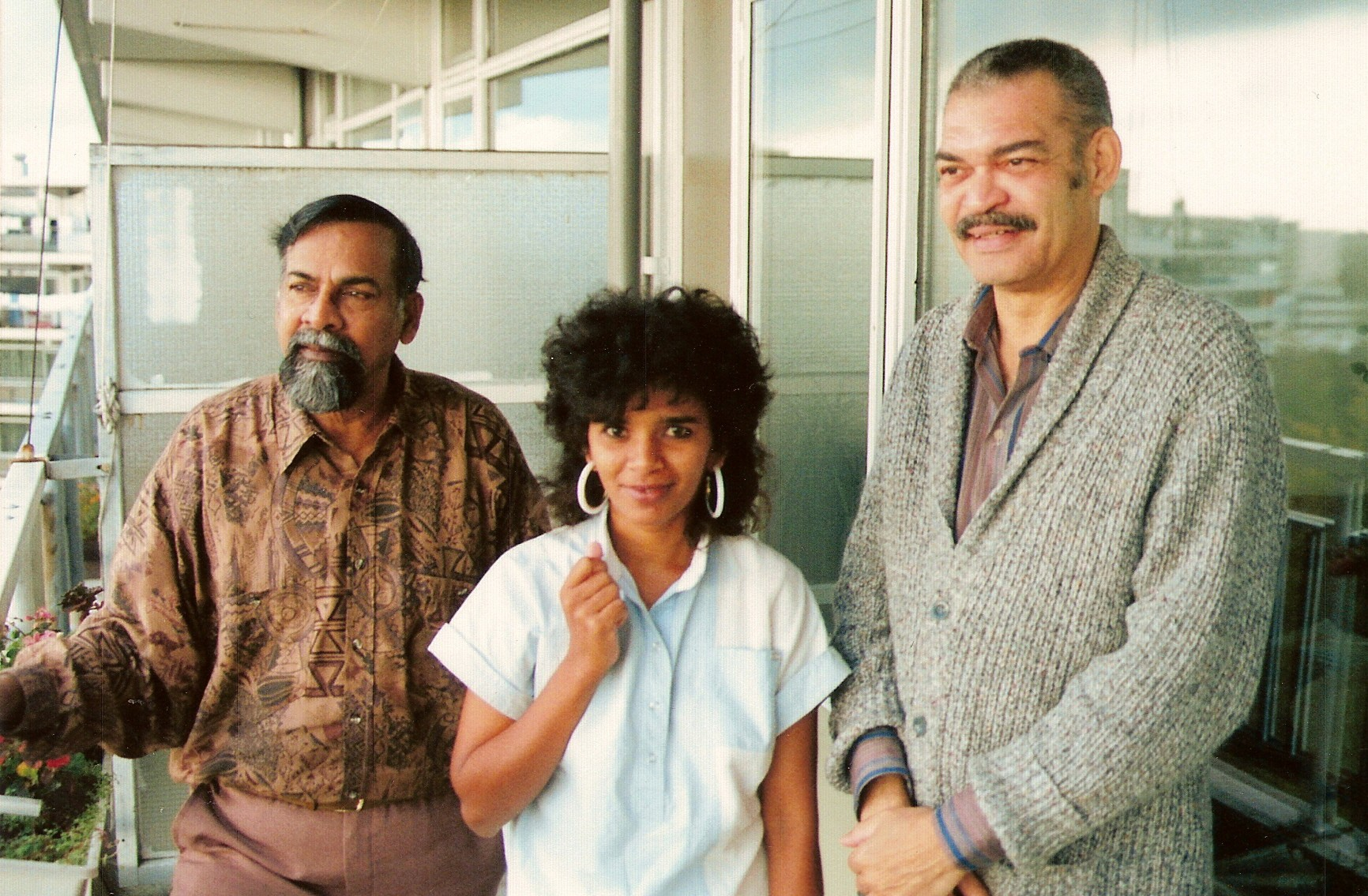
Corly Verlooghen (direita) com Cándani (meio) e Shrinivási

Corly Verlooghen, pseudônimo de Rudi Ronald Bedacht (ele normalmente escreve seu nome com y: Rudy) (Paramaribo, no dia 14 de Setembro de 1932) é um poeta surinamês, é também escritor, jornalista e professor.